# Loranca (stanice metra v Madridu)
Loranca (plným názvem španělsky Estación de Loranca) je stanice metra v Madridu, která se nachází v jižní aglomeraci města. Stanice má výstup do ulice Avenida de Pablo Iglesias a náměstí Plaza de la Concordia ve stejnojmenné čtvrti města Fuenlabrada.
Jedná se o stanici linky metra 12.
Stanice vznikla v rámci výstavby linky 12 a byla otevřena 11. dubna 2003 zároveň s celou linkou. Stanice se nachází v tarifní zóně B2.

## Fotogalerie

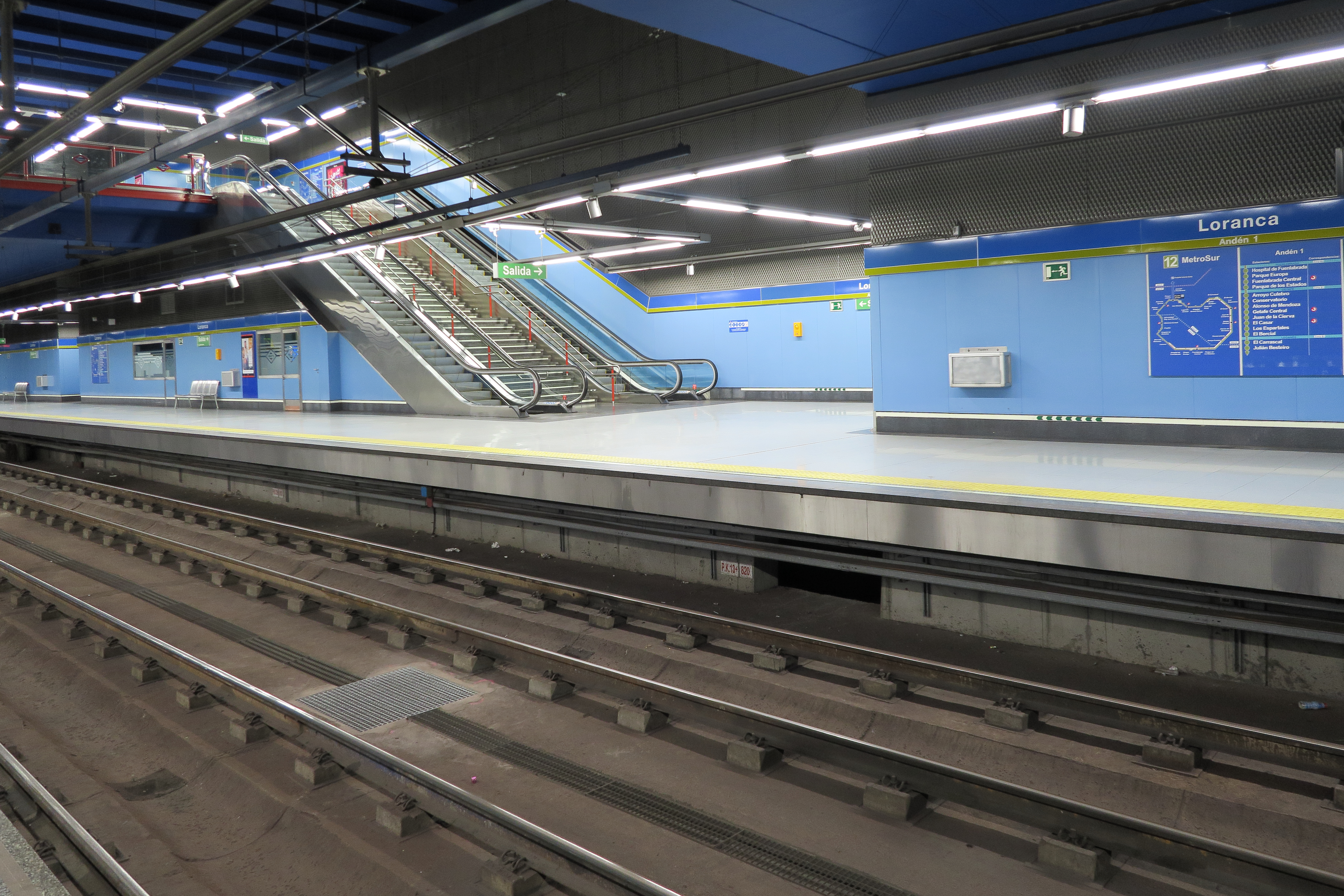
Nástupiště stanice
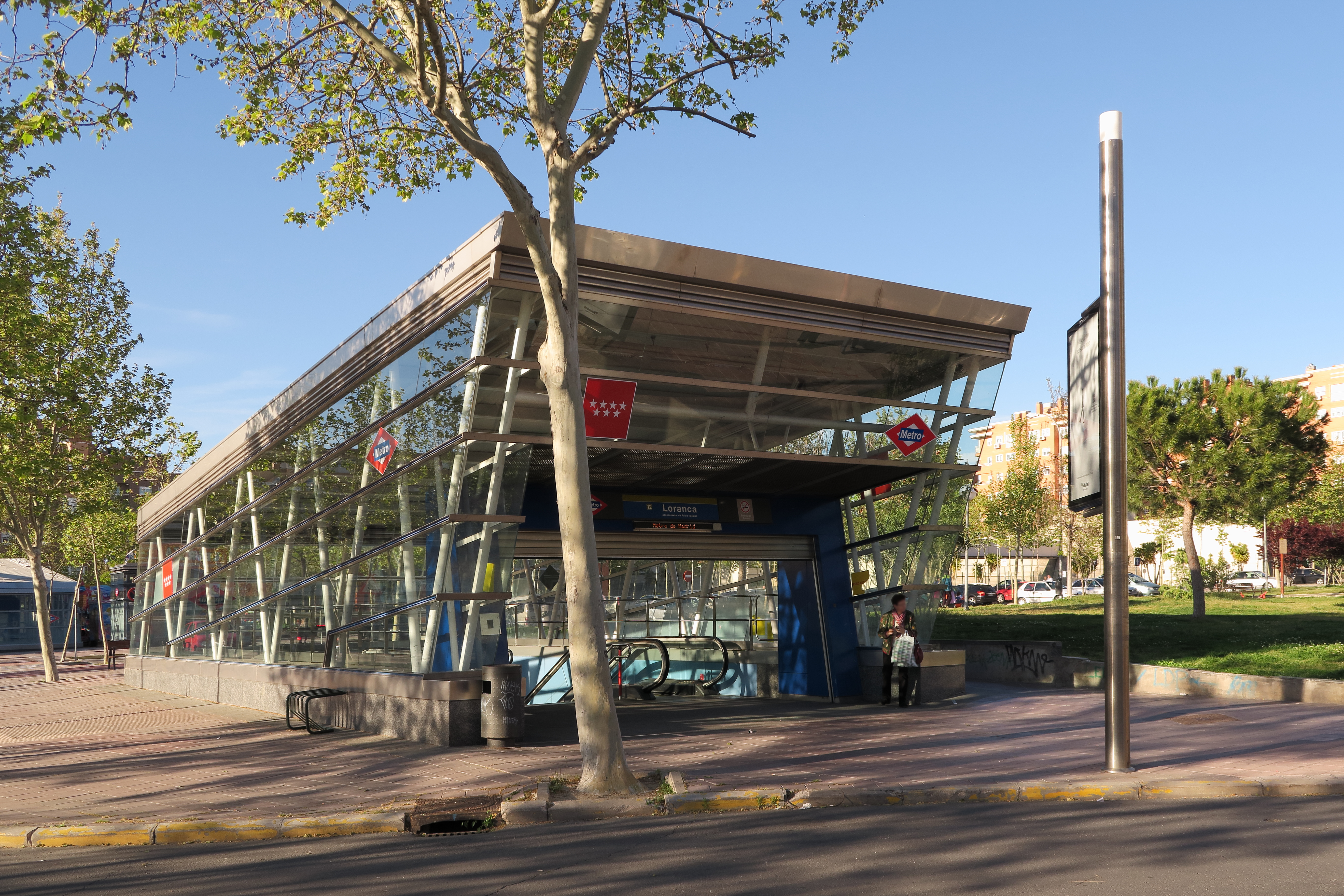
Vstup do stanice